# 橘京花
橘 京花（たちばな きょうか、1993年11月2日- ）は、日本のAV女優。NAX所属。

## 略歴
2022年4月、DAHLIA専属女優としてAVデビュー。
2023年7月よりマドンナ専属となり、3作品に出演した後、専属を離れ企画単体女優となる。

## 人物
元自衛隊員で、22歳の時に入隊した。
イラストレーターの杜のひやし中華は、手足長めのスレンダーボディと相反する巨尻を特徴に挙げ、挑発的におしりをくねるしぐさなどを評価。作品パッケージもバックショットが多いと評している。

## 作品

### アダルトビデオ

#### DAHLIA専属期間
※DAHLIAは「配信特化型AVメーカー」のため、配信開始日も記載しています。
- 褒められるだけで濡れるスケベすぎるカラダ 橘京花 28歳 AVdebut（3月31日配信 / 4月21日発売）
- 『こんなに奥突かれたの初めてです…』エグいクビレの人妻を性感開発3本番（4月30日配信 / 5月26日発売）
- 淫猥スレンダーボディと粘着施術で何度も射精させてくれる人妻回春メンズエステ勃起チ〇ポは逃がさない欲求不満妻（5月30日配信 / 6月23日発売）
- 「この日のために旦那とのセックスを断ってきました…」性欲を限界まで高める焦らし、挿入。最高潮の絶頂。（6月27日配信 / 7月21日発売）
- 満たされない人妻の禁断不倫SEX同じコンビニで働く男子大学生と汗だくで交わり続けた熱い夏…（7月30日配信 / 8月25日発売）
- 人妻辱めドキュメント 京花、羞恥調教。（8月29日配信 / 9月22日発売）
- 夫がすぐそばにいるのに見知らぬ男たちに抱かれ続ける（9月26日開始 / 10月20日発売）
- 上司と初めての「不倫旅行」今まで抱かれるだけだった私は、昼も夜も朝も19時間、温泉宿で襲うように彼とヤリ続けました（10月25日配信 / 11月23日発売）
- 2人きりの密室、汗ばむ身体、混ざり合う性欲… 橘京花と全てを忘れて朝昼夜とハメ狂いたい。（11月23日配信 / 12月23日発売）
- 挑発的な視線で僕を誘惑する向かいに越して来た絶倫人妻。（12月21日配信 / 2023年1月26日発売）

- 抵抗する事も許されない。田舎に帰省して来た元セフレ男の乱暴すぎる強引なセックス。（1月30日配信 / 2月23日発売）
- 興奮で押し倒さずにはいられない… お尻を向けて透け下着を魅せつける。デカ尻人妻の無自覚な誘惑。（2月20日配信 / 3月23日発売）

#### マドンナ専属期間
- 交換夫婦NTR 窓越しに目撃した妻と友人の衝撃的浮気映像（8月8日）
- ワシ専用!! いいなり人妻中出しメイド 叔父の命令は絶対服従。種付け調教の日々―。（9月12日）
- 夫には口が裂けても言えません、お義父さんに孕ませられたなんて…。 ―1泊2日の温泉旅行で、何度も何度も中出しされてしまった私。―（10月10日）

#### 企画単体期間
- マジックミラー号 「性欲が抑えられなくて困っている男性の悩みを聞いてくれませんか?」 欲求不満な人妻に猛々しくそそり勃つペニスを見せつけたら旦那以上の巨根に陶酔し秘唇濡れ濡れ恍惚SEX!（12月7日、SODクリエイト）
- 突然押しかけてきた嫁の姉さんに抜かれっぱなしの1泊2日 橘京花（12月9日、VENUS）
- アナウンサー志望の名門校女子大生限定! 「女子アナはどんな状況下でも原稿を読めるはず!?」 固定バイブ淫語ニュース超過激リポート4 イタズラ妨害に屈せず原稿読み終えたら100万円! 途中で断念したら即ハメ中出し罰ゲーム!（12月19日、はじめ企画）
- 顔出し解禁!! マジックミラー便 働く女の最高峰! 大手航空会社のキャビンアテンダント 黒パンスト素股編 vol.02  8人全員極上SEXスペシャル!! 美脚をおっ広げて赤面まんコキ! 濡れ出したCAオマ○コにヌルっと挿入!（12月19日、DEEP'S）
- 彼女に絶対バレないように… 無防備で大胆エッチなお姉さんとこっそり隠れ浮気性交に明け暮れた1週間 橘京花（12月26日、h.m.p DORAMA）
- ママ友喰い無限ループ vol.30 京花 美人でモデル体型そしてエロすぎた…（12月26日、HALENTINO/妄想族）

- 欲求不満な女上司は僕に襲ってほしいらしくあの手この手で誘惑してくるが、超奥手の僕は何もできず、結局いつもキレられながら逆レ搾精される 橘京花（1月2日、ミセスの素顔/エマニエル）
- 神パンスト OL編 橘京花  OLスーツの美脚を包んだ生ナマしいパンストを完全着衣でムレた足裏からつま先を味わい尽くす時には顔騎や足コキ、時にはお尻にコスってぶっかけとやりたい放題発情させられた女の変態調教絶頂プレイを楽しむフェチAV（1月11日、親父の個撮）
- 溜まりに溜まった僕のところへやってきたのは搾精淫魔!? デカ尻サキュバス 橘京花（1月20日、プラネットプラス）
- 不良生徒の巣に堕ちた美人教師 橘京花（1月23日、グローリークエスト）
- 素人娘の全裸図鑑 33  今時の女の子12名が恥らいながら脱衣していく様子をじっくり撮影した、変態紳士のためのヘアヌードコレクション（1月23日、かぐや姫Pt/妄想族）
- 最高のオナニーのお手伝いしてあげる!! 2 橘京花（2月13日、セレブの友）
- 濃厚ザーメン妊活に励む妻に朝からずーっと焦らされて性欲が限界突破した夜に、激ピス解放セックスで何度も膣奥射精させられてます。毎日…。 橘京花（2月13日、BALTAN）
- 素人妻ナンパ全員生中出し5時間セレブDX 91（2月15日、ロータス）
- マジックミラー号ハードボイルドin埼玉 恥じらい爆発 男女のクラスメイトで受診する青少年発育身体測定（2月22日、サディスティックヴィレッジ）
- 卑猥美尻婦人の潮吹き美脚交尾（2月27日、豊彦）※「夏川彩香」名義
- ラテックスパンツの腿こき（2月27日、アロマ企画）
- 蒸れた脚の匂いを嗅がせながらM男イジめ手コキ（2月27日、SEX Agent/妄想族）
- 顔で抜く!! 顔面ドアップ相互オナニー 2（2月27日、SEX Agent/妄想族）
- フルバックパンティ着衣尻の尻肉にチ〇ポを挟み尻圧で射精をする悦び（3月12日、アロマ企画）
- 世界一幸せな乳首弄り! 騎乗位のSEXでラブラブしながら顔見つめられ感覚麻痺するまで弄られ続ける（3月26日、アロマ企画）
- ネイキッドヨガ 澄ました顔で全裸羞恥ポージングする女たち（3月26日、SEX Agent/妄想族）
- 酔ったフリしてデカチン部下を誘惑する欲求不満女上司 橘京花（4月2日、KSB企画/エマニエル）
- ノーハンドフェラは奴隷の証! 11 手を使わずにフェラチオする11人の素人娘（4月9日、かぐや姫Pt/妄想族）
- キャンギャル狂想脚 橘京花（4月23日、ミル）
- 「俺の奥さん寝取ってみない?」 愛を確かめるために妻と後輩を2人きりに… まさかの! 絶倫チ○ポで壮絶なNTRをかまされた挙句、抜かずの追撃生中出しで愛妻マ○コを完全に奪われた話。 橘京花（5月2日、MILK）
- 夫の上司に弱みを握られ脅され新築マイホームで犯され続けるいいなり性処理新婚妻― 橘京花（5月7日、VENUS）
- 男子生徒の憧れの的! 学校一の美人女教師に性教育の授業と称し生パンスト素股に挑戦してもらいました!? 一日中教壇に立ちムッレムレの生パンストにデカチンが擦れて赤面発情! パンストはエッチな汁まみれ! そのままビリッと生で擦り合わせて、ヌルヌルワレメに結局つるんと入って生中出し!（5月10日、赤面女子）
- 涙のノンストップ激イカせSEX 41 橘京花（5月14日、セレブの友）
- マグロを極めた超絶塩対応。 タカリの分際でお高くとまった港区パパ活美女達を徹底的に理解らせる種付けWレ×プ 橘京花 清巳れの（5月14日、ROOKIE）
- こんなフェラチオ見たこと無い! 照れ屋な美人は肉食系。責めるの大好き橘京花。（5月21日、S-Cute）※配信作品『きょうか』(scute1449)のDVD版。
- おま●この形状まるわかり! 薄いパンツの上からマン汁ぬるぬる透けオナニー 11（5月21日、かぐや姫Pt/妄想族）
- 一般男女モニタリングAV 美脚キャビンアテンダント仲良し2人組が初めての性感5点責めに挑戦! 2  ベロチューされながら両乳首イジられ睾丸揉みで我慢汁ダラダラのチ○ポを寸止め責め! 悶える男の反応に痴女心が芽生えたCAたちが雑魚チ○ポを次から次へと連続抜き!（5月21日、DEEP'S）
- 飲精する美人妻のナマ交尾（5月28日、豊彦）※「夏川彩香」名義
- セクハラママさんバレー! 8 ハイレグブルマ姿の人妻9人が挑む過酷なエロトレーニング（5月28日、かぐや姫Pt/妄想族）
- 両手太腿で挟んでロックされてさわさわフェザータッチとペロペロ舐めプレイで全身焦らされ続ける（5月28日、アロマ企画）
- 橘京花、フェラチオ女子認定。（6月11日、アロマ企画）
- ガチナンパ! 賞金かけて姉弟で野球拳!  姉ちゃんでボッキする訳ないっ!と言いつつ弟バッキバキ! ガチ欲情! 近親中出し13発! Vol.3（6月15日、ピーターズ）
- 友人の母親 息子が見ている目の前で無理やり中出しセックス 橘京花（6月18日、VENUS）
- ブーツの美魔女とナマ交尾 即ズボチ〇ポの快感に美貌が蕩ける… きょうかさん34歳（6月18日、有閑ミセス/エマニエル）
- 禁断のリアル近親相姦 美人姉弟がHミッションに挑戦したら… 超絶倫の弟がガチ発情! 「お母さんに言えないっ!」と戸惑う姉を無視して腰振りまくり! イキ過ぎ痙攣でグッタリしている姉を容赦なく襲い、何度も何度も中出し中出し中出し中出し! 4（6月28日、赤面女子）
- 顔面騎乗オナニーでイキまくる14人の女優たち（7月9日、セレブの友）
- 股間まで3cm! シックスナイン施術でアソコの熱気が伝わるほど顔ギリギリに近づけ誘惑する確信犯メンエス嬢 VOL.2（7月11日、DANDY）
- 羞恥! 新任女教師が学習教材にされる男子校の性教育 生徒の目の前で無遠慮な指が膣に挿入される! プライドは崩壊するが、子宮の奥から愛液があふれ出る 14（7月11日、サディスティックヴィレッジ）
- 少年看守レディのお仕事 中出し射精管理更生施設 橘京花 七碧のあ 秋元さちか（7月25日、SODクリエイト）
- 浪人生で童貞のロースペックな僕に高学歴で美しいハイスペックな兄の嫁が中出しレクチャーしてくれる超ラッキー筆下ろしセックス 橘京花（8月6日、VENUS）
- マジックミラー号 ハードボイルド 水泳部女子体育大生限定! 競泳水着と美肌の隙間でチン★コキさせてもらえませんか? デカチンでオマ〇コの際ギリギリを刺激され、いつの間にか火照った身体は、自分から生挿入までおねだりしてしまうのか?（8月8日、サディスティックヴィレッジ）
- 恥辱、陵辱、とびっこ装着・繁華街デート! 21 橘京花（8月13日、セレブの友）
- 抱きついてずーっと密着しながら乳頭ふやけるまで舐められ続ける超濃厚乳首舐め（8月13日、アロマ企画）
- 【個撮】どこでもフェラ 16 11人（8月20日、かぐや姫Pt/妄想族）
- 【ハメログ】クビレ女神にお酒を飲ませたらヤリマンオーラが全開だったのでそのままハメ撮りしちゃいました!（8月20日、チキチキカマー/妄想族）
- 有名女子大に通う幼馴染が大学受験で7浪中の僕を見かねて家庭教師をしてくれた親戚姉デカ尻個人授業 禁欲性活で暴発寸前のデカち〇ぽを優しい騎乗位でイキまくってアクメ収斂する膣ヒダで何度もザーメン搾りしてくれた僕の家庭教師 橘京花（8月22日、ChuChuGirl）
- セフレちゃん きょうか ー会えば絶対ヤラせてくれる女ー（9月3日、ティーチャー/妄想族）
- 「橘京花」を本気で酔わせたら～性欲暴走リアルSEXドキュメント（9月10日、セレブの友）
- アダルトグッズ体験モニターアルバイト 自分好みのオモチャを選んで普段のオナニー見せてください 2（9月17日、HALENTINO/妄想族）
- 一般男女モニタリングAV 巨乳の姉が弟と1時間に1回媚薬を摂取する性欲我慢チャレンジ! 体内を駆け巡る媚薬効果に姉の理性はじわじわ崩壊! 禁断の中出しキメセク近親相姦でのけ反りイキ!（9月17日、DEEP'S）
- ベロチュー乳首弄り × 睾丸弄りオイル手こき×連続2回発射!!（10月8日、アロマ企画）
- バブみある清楚な奥様がおっぱいチューチュー吸わせておチ●ポをよちよち甘やかし射精させる授乳手コキ美人奥様30人ほぼ5時間ww（11月8日、赤面女子）
- Sexy エロティカハイレグレオタード 卑猥なハイレグ股間に激ピス! ゆめ莉りか 橘京花（11月19日、ミル）
- 唾液でオトコの生殖器を溶かす! 最強フェラチオ女子《黒木奈美》× 最強玉舐め女子《橘京花》!!（11月26日、アロマ企画）
- カリ首3センチを責め抜くフェラ手コキ 3（11月26日、SEX Agent/妄想族）
- 素人おま○こくぱぁ観察5-人妻編-輝くビラビラが透けて見えそうなほど4Kカメラ超接写至近距離で照れイキオナニー30ま○こ295分（11月26日、S級素人）
- 街中ゲリラナンパMM便15周年! 顔出し解禁! 一流百貨店に勤務する清楚で品格漂う美容部員さん 初めてのじゅぼじゅぼバキュームノーハンドフェラ編 vol.04 総発射20発! 10人全員SEXスペシャル! マジックミラー便 上品なお姉さんが心を込めてチ○ポをしゃぶり尽くす神フェラSEX!（12月17日、DEEP'S）
- ヤバイほど極限まで乱れ狂った「アヘ顔絶頂」オナニー Vol.2（12月24日、セレブの友）

- 一般男女モニタリングAV × マジックミラー便コラボ企画 愛する夫の目の前で路上NTR! 清楚な人妻が「お口だけでコンドーム装着」に挑戦! ノーハンドでデカチンを咥えたご無沙汰妻のオマ○コは欲しがり汁が溢れ出す! 旦那の目の前で寝取って最後はゴムを外して生中出し!（1月7日、DEEP'S）
- 関西発!! これが噂のマイクロビキニ専門メンズエステ!!（1月8日、LEO）
- 人妻ナンパ中出しイカセ 45 恵比寿西編（1月10日、ホットエンターテイメント）
- 入院生活が長過ぎておばさん看護師の透けパン尻でも余裕で勃起してしまう僕 8（2月7日、LEO）
- 上司と部下の妻 26 ～信じられないほどいやらしかったあの男の性癖～（2月11日、ながえSTYLE）
- ブーツのお姉さんにしゃぶってもらいたい! フェラチオ好きのブーツ女子12名（2月18日、有閑ミセス/エマニエル）
- 一般男女モニタリングAV 夫婦熱を再燃させる愛妻交換企画 初対面の夫婦同士がタオル一枚で相席混浴スワッピング! 旦那の目の前で他人に抱かれて喘ぐ人妻たちのスケベ本性が剥き出し! お互いの旦那が嫉妬するほどイキ乱れる生ハメ連続射精セックス!（3月4日、DEEP'S）
- エステ店開業を目指す友達の母に、開発された僕 橘京花（3月16日、MAXING）[9]
- 見せつけフェラからの他人棒ザーメンキッス 2 究極のM男凌辱プレイ（3月25日、SEX Agent/妄想族）
- ヒロインエロピンチオムニバス 聖忍戦隊カゲレンジャー（3月28日、GIGA）
- M男がみんな夢中になる保健室のアナル責め先生。橘京花（4月15日、MEGAMI）
- 絶対的ハイレグQueen’s（4月15日、ミル）
- 唾とオシッコで溺死したい 橘京花（5月22日、RADIX）
- 美魔女仮面シロガネーゼ 美しき聖女へ裏切りの罠（5月23日、GIGA）
- むちむちの尻に顔埋めてアナル舐めさせられながらずっとフェラチオされ続ける3P痴女性感（5月27日、アロマ企画）
- 脚長おねいさんのM男いじめ パンストとジーンズとニーハイブーツ 橘京花（6月17日、M男パラダイス）
- 80分間ずーっと尻枕でベロチュー乳首弄りされながら騎乗位でち〇ぽ貪られ続ける4Pハーレム性感 岬さくら 橘京花 及川うみ（6月24日、アロマ企画）
- 拗らせNTR ※依存注意※ 性に貪欲なコジらせNTR好き男子のカオスな個撮映像!! ＃002 素人5名205分（7月1日、シロウトネキ/妄想族）
- スカートもぐりMANIAX エレガントな淑女のロングスカートの中身を隅々まで観察!（7月8日、アロマ企画）
- 30代の育児に励む美人奥様が早漏童貞君をヌキヌキ暴発させまくる!? 「いっぱい射精してくれてうれしい」 敏感にドピュドピュ～ってイッちゃう童貞ち○ぽを見つめる瞳がスケベに輝き! 「私が初めてでもイイの?」って祝筆おろし! 中出しまでさせてくれる優しいママたちSP（7月8日、脱ぐのは恥だがペニス立つ）
- 一般男女モニタリングAV マジックミラーの向こうには愛する旦那たち! 仲良しママ友2人組が協力してノーハンドフェラ早抜きチャレンジ！お口と舌だけで舐めてしゃぶってザーメン抜き! タイムアップで罰ゲームのデカチン即ハメ4P! 旦那のすぐ横でNTR連続生中出し!（7月15日、DEEP'S）
- 「フェ、フェラチオはやめてくれえぇ～!!」 本物の捜査官に誤認逮捕され、拘束くすぐり & フェラチオで尋問射精しまくったフリー記者の僕。 橘京花（7月22日、グローリークエスト）
- 救星戦隊ワクセイバー スペシャル 第6話（7月25日、GIGA）
- 産後処女のご無沙汰ベビーカー妻が挑戦！AV男優の凄テク我慢出来たら賞金100万円! イったら即ズボ生ハメ高速ピストンで容赦なく生中出し! 1度スイッチが入ると長時間アクメで痙攣が止まらないイキっぱなし妻がエビ反り悶絶 「出産前より感じちゃう‥」 連続中出しSP 2（7月25日、赤面女子）
- 素人おま○こくぱぁ観察 11 -湘南ビキニ美女編- 輝くビラビラが透けて見えそうなほど4Kカメラ超接写至近距離で照れイキオナニー31ま○こ5時間14分（8月26日、S級素人）

### アダルトVR
- ヌルテカビンビン! オイルチクニー（1月12日、AQUA）
- ケモミミぺロペロフレンズ（2月16日、AQUA）
- シンプルにヌケるが一番! 誘惑のボディーパーツを見抜けるVR。変態誘惑妄想編!（9月13日、MILU VR）
- オネショタ童貞喰いが生きがいのカテキョお姉さん ドン引きするほどのオホ声絶頂でトラウマ確定の筆おろし授業 橘京花（10月18日、AQUA）
- 叱られ特化! 上から目線の年下女上司 橘京花（11月1日、AQUA）
- 透明人間ぶっかけVR（12月6日、AQUA）

- ボクを早漏とバカにする奥さんには内緒で… ココロもカラダもゆったり癒してくれる全肯定セフレと無限射精プチ不倫旅行 橘京花（4月7日、SODクリエイト）

### アダルト配信限定
- 京華（11月13日、素人ホイホイZ）
- kyo（11月13日、素人ホイホイFriends）
- 京田はな（11月22日、東京恋人）
- 飛鳥さん（12月14日、素人ホイホイ）

- 夫の不倫に対抗してデカ尻モデル体型人妻が不倫SEX! まずはレストランでバレないようにフェラ抜きごっくん! → ホテルに着いたら不倫SEX開始! スケベな黒パンストを破いて手マン → 旦那に見せたことのない潮吹き披露! → 神舌テクのエロすぎるフェラで暴発寸前w → 立ちバックで挿入してデカ尻に腰を打ちつける! そのままデカ尻に中出しキメて2回戦目突入! → 旦那からの電話中に手マンでイカす → 背徳感たっぷり正常位からの顔射でFinish!!【きょうか / 28歳 / 結婚3年目】（1月1日、MOON FORCE WIFE）
- 百戦錬磨のナンパ師のヤリ部屋で、連れ込みSEX隠し撮り 333 きょうか 25歳 キャバ嬢  普段は男を弄んでいる美人キャバ嬢をお持ち帰り! 「もうイッてるから!!」と言ってもやめずに電マで何度も絶頂させちゃいましたw（1月31日、ナンパTV）
- 美脚奥様ブーツのまま不貞自宅NTR→→【コスプレイヤーの奥様は超美身でSSS級】×【自らゴムを捨て生を求めるスケベセレブ妻】×【他人棒でガクガク大痙攣し美脚を羽ばたかせる絶景】私服+コスプレ衣装も着て旦那と過ごす愛の巣で大量濃厚中出し!!! 橘 きょうかさん 28歳 コスプレイヤーの美脚奥様（2月5日、プレステージプレミアム）
- アスカ (hpt015)（2月14日、素人ホイホイ）
- きょうか (ewdx472)（2月15日、E★人妻DX）
- 美人スレンダーアニオタ女子が登場! 自慢の美貌でオタク君を喰いまくり!? M体質なボディを責められ、美尻を揺らしてイキまくる!! 【初撮り】ネットでAV応募→AV体験撮影 2112 京花 24歳 脱毛サロン受付（2月21日、シロウトTV）
- きょうか (d005)（2月22日、ドッキング!!）
- きょうか & れの（4月7日、素人ムクムク-塩PP-）
- アリサ (pkti014)（4月10日、素人ギャラリー）
- 杉●区債務者K（4月14日、素人ムクムク-弱点-）
- きょうか (scute1449)（4月19日、S-Cute）
- R & H（5月1日、素人ムクムク-クスリ-）
- きょうか先生 (oreco696)（5月8日、俺の素人-Z-）
- エナ（5月10日、素人ギャラリー）
- ラグジュTV 1773 夕花(ゆうか) 27歳 グランドスタッフ(空港)  華奢な欲求不満スレンダーボディがデカチンで乱れイク! 本能のままに快楽を味わう淫猥セックス!（5月19日、ラグジュTV）
- きょうかさん (oremo191)（6月1日、俺の素人-Z-）
- なぎさ (endx486)（6月7日、E★ナンパDX）
- きょうか (oreco741)（6月18日、俺の素人-Z-）
- マジ軟派、初撮。 2049 きょうか 30歳 雑誌の編集  想像の三歩先を行くようなイキっぷり!! 気品漂う美しい知的な女性を池袋でナンパ! 服を脱がせればスタイル抜群の鍛えあげられたカンペキくびれボディ。彼氏とご無沙汰らしく欲求不満が爆発。キレイなお姉さんのどちゃくそエロいセックスはマジ最高!!!（6月19日、ナンパTV）
- きょうか（7月26日、アイドリ）
- 【大人の背徳ランジェリー性交】【美人妻×スレンダー巨乳×超敏感】夫がEDでご無沙汰な奥様、1年ぶりのSEXに大興奮!! セクシーランジェリーが映える美しい体をビクンビクン震わせながら何度も何度もイキまくる!!! 【人妻ランジェリーナ 4人目 のりかさん】（7月29日、Jackson）
- ＜閲注＞ これぞNTRセクササイズ。新たなる快感の境地へ… 今回はフィットネスジムで見つけた引き締まった身体の彼女。着衣でも伝わるあまりにもイイカラダ。しかも彼氏持ち(笑)ギャラに惹かれ、撮影決定。しかし彼にバレ、彼の前で撮影に…。艶肌の最高峰ボディを我々の前にさらけだす中、罪悪感を感じるもデカチンを挿れれば完全覚醒。感じた事のない快感と背徳感で鍛え上げられた腹筋と膣圧で「あぁあッ!」とイキ散らかし… 更に… アイ 2?歳 ジムのトレーナー（8月28日、NTR.net）
- きょうかさん (dht1060)（9月30日、BiBiD）
- タカコ (ppby020)（10月24日、素人ギャラリー）
- メイ (kjsk014)（10月24日、素人ギャラリー）
- きょうかさん (uinac025)（11月9日、ハメドリネットワークSecondEdition）
- はな (tkk063)（11月27日、東京恋人）

- 既婚者 K.Tさん (sbkd005)（1月6日、素人バキバキ動画）
- るか (nam005)（1月20日、生中ちゃん。）
- RUKAさん (ontr007)（2月10日、NTRちゃん。）
- 【新妻中出しNTR】元生命保険会社勤務の清楚妻 挙式を控えた若妻が男優からの濃厚種付け2連発 & 痙攣ガチイキ本気SEX!! かなみ (mla223)（4月18日、まんまんランド）
- きょうかさん (nost073)（7月5日、ネオシロウト）
- きょうかさん (orecz189)（7月19日、俺の素人-Z-）
- 「不倫が性癖で…」NTRがやめられないアジアンビューティー妻きょうかさん(28) 不倫相手と結婚した挙句、種付けまで他人棒で外注! (ddhc029)（8月7日、ドキュメントdeハメハメ Cum）

### イメージビデオ
- Fragrance 橘京花（2023年12月15日、ファインピクチャーズ）�ーズ）

## 出演

### ウェブテレビ
- 鶴瓶＆ナイナイのちょっとあぶないお正月2023（2024年1月1日、ABEMA）- 別班美女[10]

### 舞台
- GIGAスーパーヒロインライブ Vol.26（2025年3月1日、秋葉原From Scratch）- シロガネーゼ/カゲブルー 役[11]